# Epitausa exhibita
Epitausa exhibita är en fjärilsart som beskrevs av Walker 1856. Epitausa exhibita ingår i släktet Epitausa och familjen nattflyn. Inga underarter finns listade i Catalogue of Life.